# إيتزر

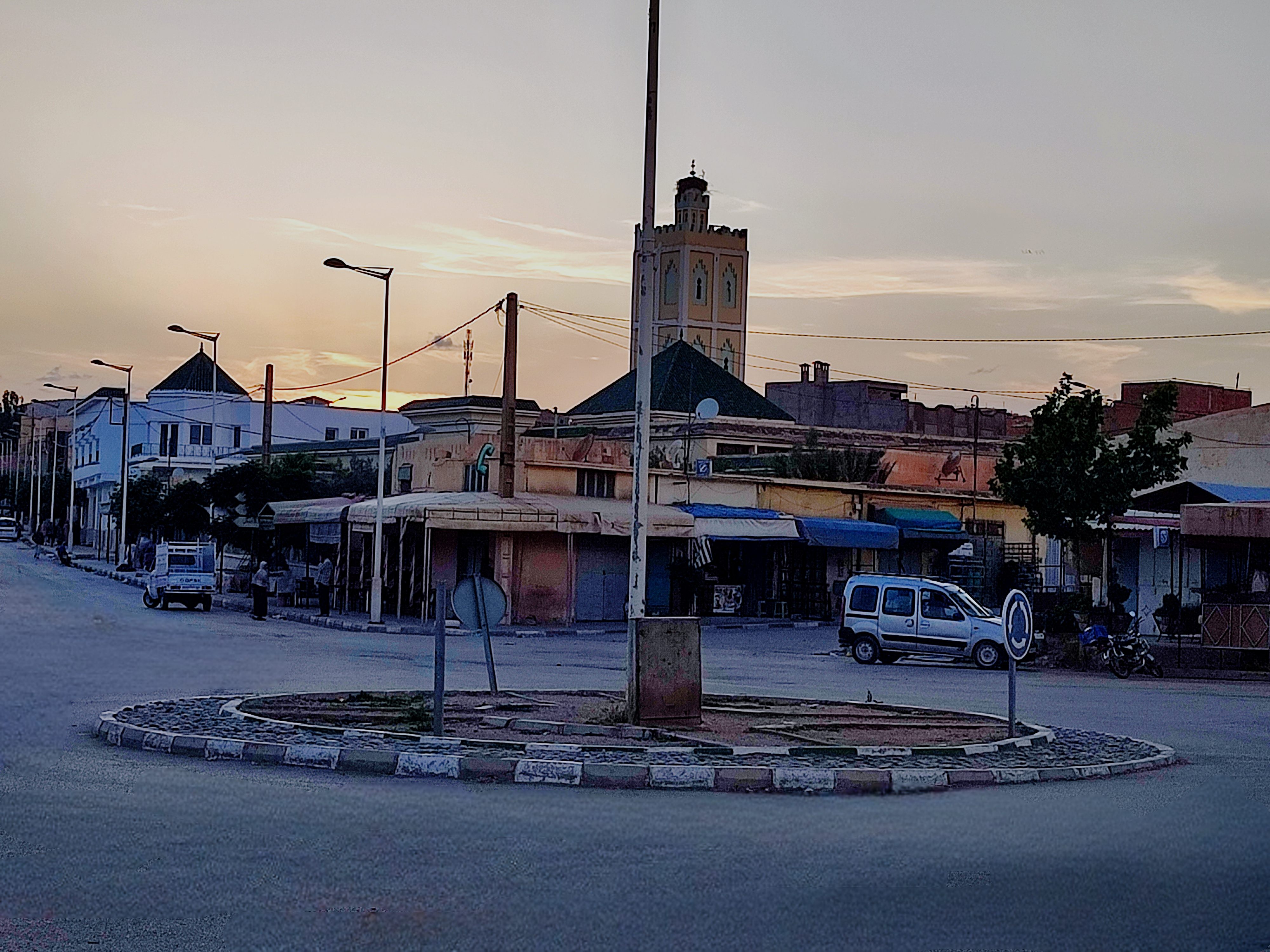

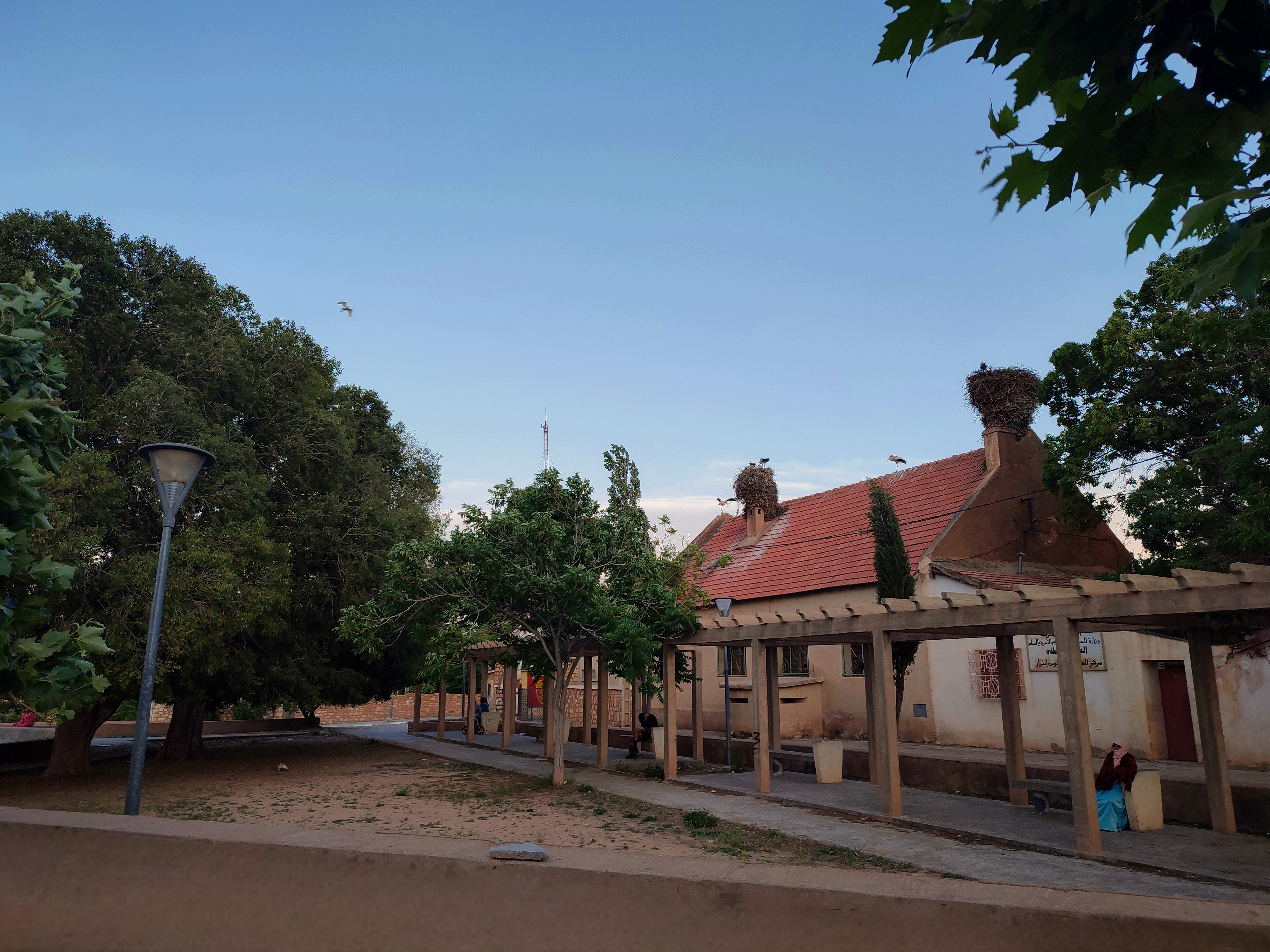

إيتزر هي مدينة مغربية صغيرة وسط غربي المغرب. تنتمي إيتزر لإقليم ميدلت بجهة درعة تافيلالت. تضم هذه الجماعة الترابية 10.719 نسمة (إحصاء 2004). و5.947 نسمة بمركز إيتزر.يعتبر مركز ايتزار مقر الجماعة الترابية لايتزار وهو محدد منذ سنة 1957
تأسست الجماعة خلال سنة 1961 مع انطلاق التنظيم الجماعي بالمغرب وتوزعت إلى ثلاث جماعات مع التقسيم الجماعي لسنة 1992.
تنقسم جماعة ايتزار إلى ثلاثة عشر دائرة انتخابية وهي مقر قيادة ايتزار، وتنقسم إلى ثلاث مشيخات وهي:
- صورة لدوار ايت لحاج أيت حمامةأيت حمامة
- أيت أوفلا، أيت باسو

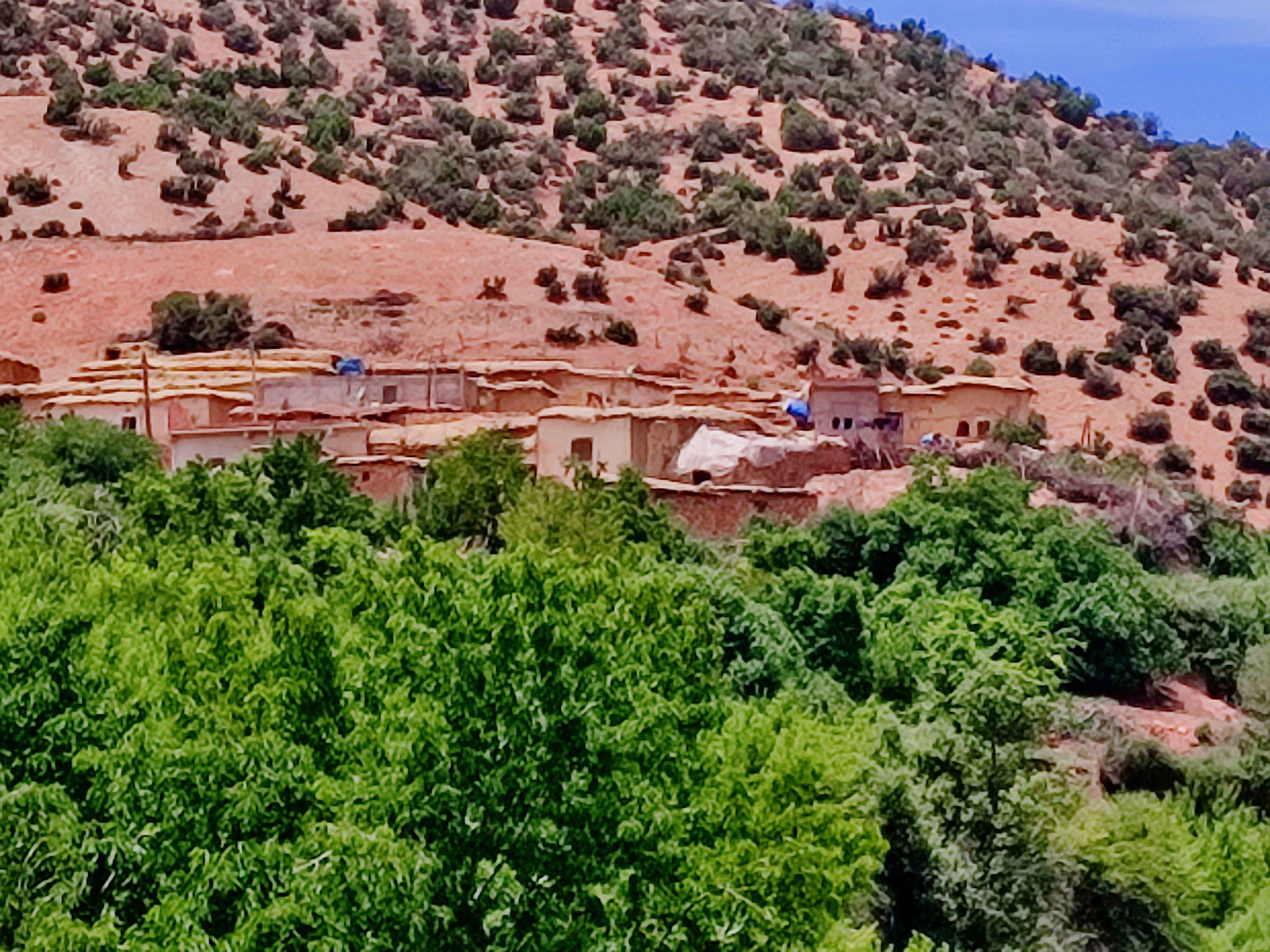
صورة لدوار ايت لحاج أيت حمامة

- أيت سيدي بو موسى بمركز ايتزار ومحيطه.

يتوفر مركز ايتزار على:
- مركز الدرك الملكي.
- مركز التنمية الغابوية
- مركز فلاحي
- مصلحة لتربية المواشي
- وكالة للتوزيع للمكتب الوطني للكهرباء.
- دائرة محافظة فلاحية

وحسب إحصاء سنة 2004 وصل عدد السكان بالجماعة إلى 10719 نسمة، وتصل الكثافة السكانية إلى حوالي 30 نسمة بالكيلومتر مربع.
يتميز تراب الجماعة بالطابع الجبلي المكسو بغابة شجر الأرز الذي يشكل حوالي 40% من مساحة الجماعة
ويرتفع تراب الجماعة عن سطح البحر مابين 1600 و2100 متر .
كما يتميز المحيط الطبيعي بتواجد بحيرة أكلمام سيدي علي التي تغطي مساحة حوالي 40 هكتار، والسد التلي بدوار أيت الحاج.

## المناخ وحياة البرية
تشهد هذه البلدة نزول الثلوج خلال أشهر الشتاء وبرودة المناخ خلال فصل الصيف. وتتميز المنطقة بغابات الارز وووجود برك مائية والاخضرار، مما يجعلها وجهة متميزة لامضاء العطل الصيفية والتنزه.

## قطاع البنيات التحتية

### قطاع الطرق
يمر عبر تراب الجماعة الطريق الوطنية رقم 13 لمسافة تقدر ب 20 كيلومتر.
الطريق الإقليمية رقم: 7306 الرابطة بين ايتزار وخنيفرة عبر أجدير لمسافة تقدر ب 17 كيلومتر
الطريق الإقليمية رقم 7319 الرابطة بين ايتزار وبومية لمسافة تقدر ب 5 كيلومتر.

### النقل
تتوفر الجماعة على عشر سيارات للنقل العمومي تنطلق من مركز ايتزار في اتجاه المراكز المحيطة بالجماعة، كما تتوفر على حافلتين صغيرتين للنقل المزدوج تنطلقان إلى كل من بومية وميدلت.

### الماء الصالح للشرب
تسلمت الوكالة التجارية للماء الصالح للشرب مهام تزويد المواطنين بالماء عوضا عن الجماعة المحلية التي كانت خدماتها متردية في هذا المجال. https://web.archive.org/web/20160202024442/http://www.hesleaks.com/reg-news/12542.html

## الكهرباء
يزود مركز ايتزار بالكهرباء من الشبكة الوطنية منذ سنة 1962 وقد انطلقت عملية تزويد الدواوير خارج المركز منذ سنة 1990، والدواوير المستفيدة هي: أيت أفلا، والغ، أيت باسو وتيشوت. أيت يكو، أيت قسو، أيت حدو، أيت رحو، أيت ناصر، أيت عثمان في طريق الإنجاز.

## البريد والمواصلات

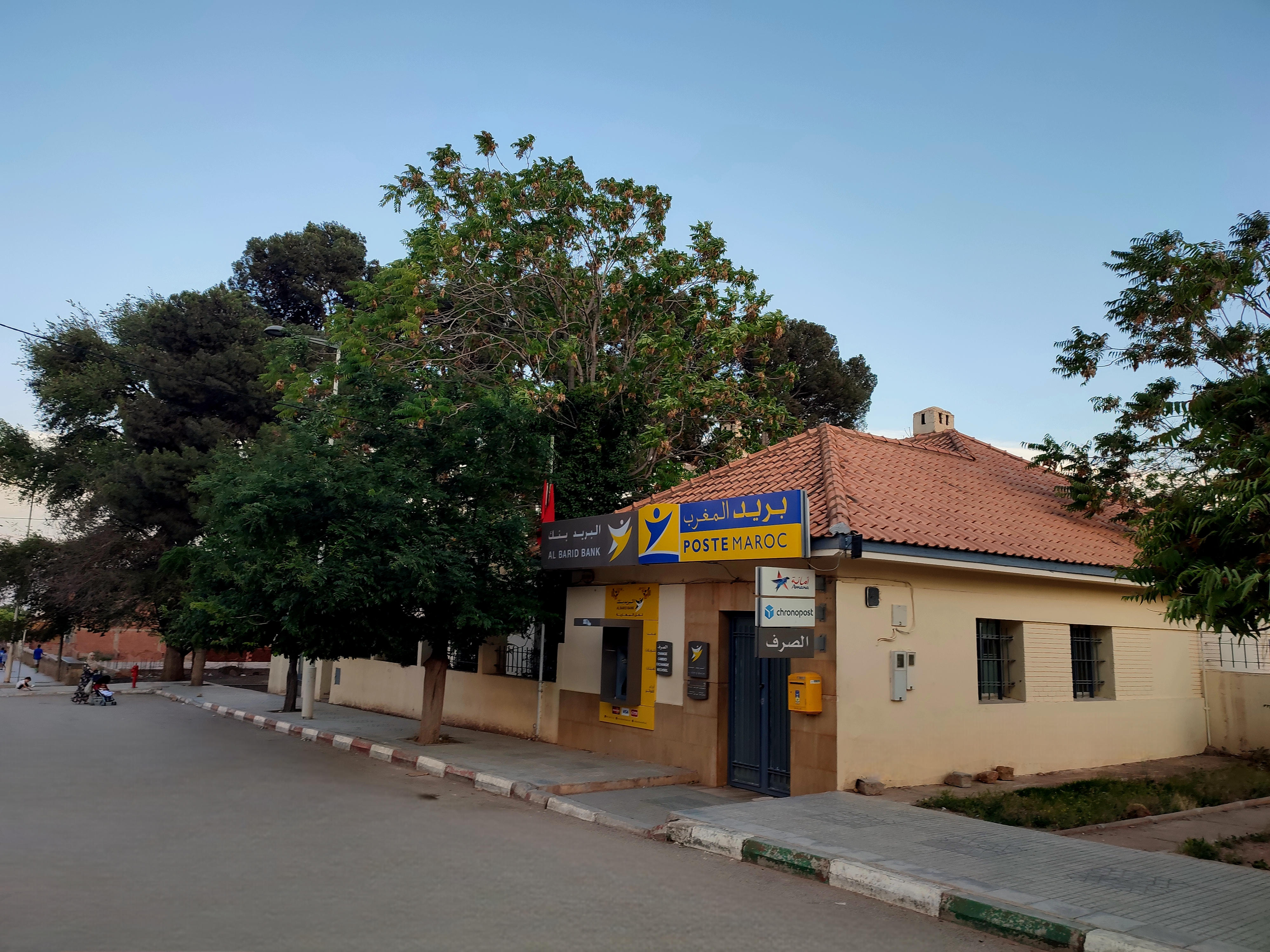

يستفيد مركز ايتزار من مكتب لبريد المغرب من الدرجة السادسة، توجد وكالة بريدية مفتوحة منذ بداية الثمانينات على الطريق الوطنية رقم 13 بدوار أيت أفلا.

## السكنى
يتوفر مركز ايتزار على تصميم للتهيئة منذ سنة 1986، عملية تحيينه في طور الإنجاز، أغلبية المساكن قديمة ومبنية بالتراب وخاصة قصر ايتزار المشيد منذ مدة طويلة وحالته لا تبعث على الاطمئنان حيث يشكل خطرا لساكنته باستمرار، والبنايات الأخرى من الأسمنت المسلح، وقطاع السكن لا يتطور بشكل كبير نظرا لضعف القوة الشرائية للسكان وبعده عن الطريق الوطنية رقم 13.
تم خلق تجزئة سكنية منذ 1985 من طرف الشركة الوطنية للبناء والتجهيز لم تنجز إلى يومنا هذا.

## الفلاحة
ينبني اقتصاد الجماعة على العمل الفلاحي، تربية المواشي والاستغلال الغابوي، المساحات المسقية بالجماعة تصل إلى حوالي 2376 هكتار.
الزراعة الأساسية هي الأشجار المثمرة وخاصة شجر التفاح الذي ينتشر على مساحة تقدر ب 374 هكتار، وتشكل الحبوب جزء من المزروعات.
يعتبر النشاط الرعوي أهم مصدر لغالبية السكان، ويتكون القطيع مما يلي:

### نوع الحيوانات وعدد الرؤوس
- الأغنام: 30.000
- البقر: 1230
- المعز: 6450
- حيوانات الجر: 922

## الطاقة والمعادن

### السياحة
نظرا لموقع الجماعة في محيط طبيعي جميل باستطاعتها أن تستقطب السياح إذا تم الاهتمام بالسياحة الجبلية وتوفرت البنيات التحتية اللازمة لذلك.

### الصناعة التقليدية
تأسست جمعيتين محليتين مختصتان في صنع الزرابي والخياطة، أكثر من خمسون نجارا يصنعون أدوات خشبية مختلفة، وهناك أيضا عشر ورشات للحدادة.

### الصناعة
تتوفر الجماعة على مجال صناعي وحيد يتمثل في تحويل الخشب، وتوجد ثلاث منشارات بتراب الجماعة يشغلون حوالي 60 عاملا دائما و200 عاملا مؤقتا.

## التجارة
تتوفر الجماعة على سوق أسبوعي ينعقد يوم السبت، وهناك ثلاث تجار لبيع المواد الغذائية بالجملة، كما تتوفر على حوالي 60 بقال.
القطاع الاجتماعي:

## التعليم
المؤسسات التعليمية بايتزار هي:
- ثانوية للتعليم الثانوي الإعدادي والثانوي التأهيلي تضم حوالي 700 تلميذ بها داخلية تستوعب حوالي 100 تلميذ.
- مدرسة بمركز ايتزار تحتوي على حوالي 800 تلميذ.

مجموعتين مدرسيتين بكل من دوار أيت أفلا ودوار والغ تضم كل واحدة منهما حوالي 200 تلميذ.
هناك حضانتين للأطفال الصغار ما قبل التمدرس بالمركز.

### التكوين المهني
غياب تام لمدارس ومعاهد للتكوين.

## الصحة
تتوفر الجماعة على مركز صحي جديد بقاعة للتوليد مجهزة، ويشتكي المركز من قلة الأطر الطبية القارة وسيارات اسعاف.

## الشباب والرياضة
هناك خصاص واضح في البنيات التحتية الرياضية ويجري الآن الانتهاء من تشيد ملعب رياضي.

## التعاون الوطني
تتوفر الجماعة على مركز للتعاون الوطني يختص في مجال الخياطة ونشج الأقمصة لفائدة الفتيات في وضعية صعبة يعد مركزا لتأهيلهن.

## الحماية الاجتماعية

### التشغيل
غالبية السكان النشيطين لا يتوفرون على عمل خاصة حاملي الشهادات، ونسبة البطالة بايتزار جد مخيفة، نظرا لانعدام المشاريع المذرة للشغل وعزلة المنطقة، هذا فضلا عن غياب رؤية شمولية تروم تنمية المنطقة اقتصاديا.

### الرياضة
بعد الإصدارات الثلاثة الأولى (مايو 2021 ومايو 2022 ونوفمبر 2022) ،نظمت النسخة الرابعة  في  19 و 20 و 21 مايو 2023 في جماعة إيتزر  في قلب الأطلس الأوسط.
تم إطلاق Itzer Trail من قبل جمعية مبادرات الشباب في Itzer (ASSIJI) ، وهو حدث تضامني  حيث يتم تخصيص 100 ٪ من العائدات لتمويل أنشطة  التنمية المحلية.و تفرض  الجمعية المنظمة  أيضًا مشاركة نسائية بنسبة 10٪ كحد أدنى وما يصل إلى (10٪) من المشاركين الأصليين أو سكان المنطقة.